# Uniwersytet Stanu Nowy Jork w Buffalo
Uniwersytet Stanu Nowy Jork w Buffalo, skrótowo Uniwersytet w Buffalo (ang. State University of New York at Buffalo, University at Buffalo) – amerykańska uczelnia wyższa z siedzibą w Buffalo oraz Amherst w stanie Nowy Jork. 
Uczelnia powstała 11 maja 1846 roku, początkowo jako szkoła medyczna, a pierwsze zajęcia dla 66 studentów poprowadzono w lutym 1847. Jej pierwszym rektorem był Millard Fillmore, prezydent Stanów Zjednoczonych w latach 1850–1853. Barwy uczelni, przyjęte w 1886 roku, to kolor niebieski i biały. Placówka składa się z 13 wydziałów. 
Jesienią 2015 liczba studentów wynosiła 29 806. W 2017 w rankingu uniwersytetów w USA uczelnia uplasowała się na 99. pozycji. Drużyny sportowe University of Buffalo noszą nazwę Buffalo Bulls i występują w NCAA Division I.